# Goharschad-Moschee
Die Goharschad-Moschee ist eine bedeutende persische Moschee aus dem 15. Jahrhundert. Sie liegt in der iranischen Stadt Maschhad neben dem Imam-Reza-Schrein.

## Geschichte
Laut einer Thuluth-Inschrift im südlichen Iwan des Bauwerks, wurde selbiges 1418 auf Befehl Goharschads, der Gattin des Timuriden-Herrschers Schah-Ruch, errichtet. Architekt Ghawam ed-Din Schirasi führte den Bau mit Arbeitskräften aus Isfahan und Schiras aus.
Bei einem Erdbeben 1673 wurde die Kuppel der Moschee schwer beschädigt.
Während der Ära der Safawiden- und Kadscharen wurde die Moschee renoviert. 1911 wurden die Iwane sowie die zweischichtige Kuppel durch russische Bombardierungen schwer beschädigt. 1920 erfolgten Reparaturen.

## Architektur

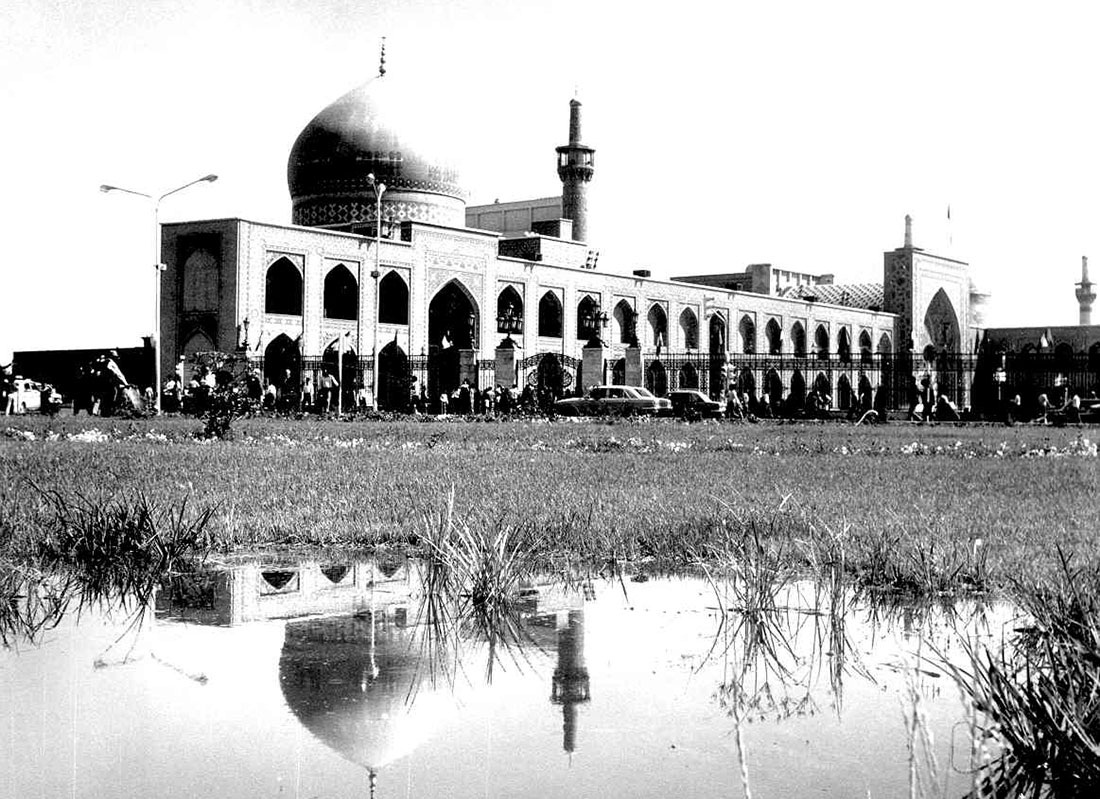
Goharschad-Moschee im Jahre 1956

Die Grundfläche der Moschee beträgt 6048 m². Die Herstellung dauerte 12 Jahre. Sie ist eine klassische Moschee mit einem Vier-Iwan-Innenhof. Zwischen den Iwanen gibt es sieben große Schabestane und sechs Ein- und Ausgänge.

### Hof
Der Hof misst 50 m × 55 m und erstreckt sich über eine Fläche von 2750 m².

### Iwane
Die vier Iwane tragen die Namen: Maghssure (südlicher Iwan), Dar os-Siade (nördlicher Iwan), Etekaf (östlicher Iwan) und Scheich Baha od-Din (westlicher Iwan).
Der bedeutendste Iwan ist der Maghssure mit einer Fläche von 500 m², einer Länge von 37 m und einer Höhe von 5,25 m; er ist mit zahlreichen Kunstwerken geschmückt. Hier befindet sich die aus Moarragh-Keramikfliesen bestehende Bayssonghor-Inschrift. Die Inschrift schuf der Sohn Goharschads Bayssonghor, der ein Thuluth-Kalligraf war. Der Mihrab besteht vollständig aus Marmor. Zwischen den Muqarnaswerken befindet sich eine Inschrift.

### Minbar
Der aus Walnuss- und Birnenholz erstellte und mit Schnitzereien verzierte Minbar des Maghssure-Iwans ist als Saheb os-Saman bekannt. Sein Schöpfer ist Mohammad Nadschar Chorassani, ein Künstler aus der Ära Fath Ali Schahs. Er wurde 1946 von Heydar Niknam Golpayegani restauriert. Er hat eine Höhe von 7,5 m und 14 Treppen.

### Kuppel und Minarette
Die Kuppel der Moschee ist 41 m hoch und liegt auf dem Maghssure-Iwan. Ihre äußere Fläche ist mit glasierten Ziegeln und einer Kufi-Inschrift ausgestattet. Beiderseits des Maghssure-Iwans erheben sich zwei mit Inschriften versehene Minarette mit einer Höhe von 43 m. Der äußere Umfang der Kuppel misst 85,61 m. Die ursprüngliche Kuppel wurde 1962 aus technischen Gründen entfernt und die gegenwärtige Kuppel mit neuen Baumaterialien gebaut und geschmückt.